# Reichenbach (powiat Kronach)
Reichenbach – miejscowość i gmina w Niemczech, w kraju związkowym Bawaria, w rejencji Górna Frankonia, w regionie Oberfranken-West, w powiecie Kronach, wchodzi w skład wspólnoty administracyjnej Teuschnitz. Leży na pograniczu Lasu Turyńskiego i Frankońskiego.
Gmina położona jest 21 km na północ od Kronach, 47 km na północny wschód od Hof i 55 km na północ od Bayreuth.

## Historia
Pierwsze wzmianki o Reichenbach pochodzą z 1190.

## Polityka
Wójtem jest Roland Schnappauf (SPD). Rada gminy składa się z 9 członków:
|      | CSU | SPD | Razem    |
| 2002 | 5   | 4   | 9 miejsc |